# Айсаев, Магомедхан Айсаевич
Айсаев Магомедхан Айсаевич (4 февраля 1992, Дагестанская АССР, СССР) — российский боец смешанных единоборств. Действующий боец GFC (Gorilla Fighting Championships). Тренируется под руководством Абдулманапа Нурмагомедова (Махачкала). Является трёхкратным чемпион России и чемпионом мира по боевому самбо. По национальности — даргинец.

## Биография и любительская карьера
Магомедхан Айсаев родился в селении Харбук, Дахадаевский район, республика Дагестан, Россия. Магомедхан начал любительскую карьеру в возрасте 10 лет как и все дагестанские юноши с вольной борьбы, после 8 лет тренировок перешёл на ударные виды спорта, а именно на боевое самбо и MMA. Тренируется и по сей день по боевому самбо и MMA под руководством прославленного тренера мирового класса Абдулманапа Нурмагомедова. Айсаев является мастером спорта международного класса по боевому самбо и мастером спорта России по MMA.

## Карьера в смешанных единоборствах
Айсаев дебютировал в профессиональном MMA в 22 года. Дебют состоялся 28 мая, 2014 года на турнире Кубка России Fight Night. Его соперником на этом эвенте стал Анатолий Семонян, после 2 раундов доминирование судьи подняли руку Айсаева.
Во втором бою в своей профессиональной карьере на турнире «Fight Star: Битва на Суре 2» в Пензе Айсаеву противостоял Андрей Скрябин. Айсаев перевел бой в партер и на отметке три минуты и десять секунд задушил Скрябина удушающим приёмом сзади.
Третьи бой состоялся уже через три года — 5 января, 2017 года на турнире «Fight Star: Битва на Суре 6» Соперником Айсаева стал Айжигит Уулу Жамабек. Айсаев выиграл этот бой в первом раунде болевым приемом на руку (рычаг локтя).

## Достижения в любительской и профессиональной карьере
- Боевое Самбо:
  - Федерация Боевого самбо Дагестана.
    - Чемпион Дагестана по боевому самбо (2012).

  - Федерация Боевого самбо России.
    - Чемпион России по боевому самбо (2015, 2016, 2017).

  - Международная федерация по боевому самбо.
    - Финалист чемпионата мира по боевому самбо (2015).
    - Чемпион мира по боевому самбо (2016).
- MMA:
  - Союз MMA России.
    - Обладатель Кубка Содружества по смешанному боевому единоборству MMA (2014, 2015).
    - Призёр Чемпионата России по MMA.

### Список боев
| Боёв 4   | Побед 4 | Поражений 0 |
| -------- | ------- | ----------- |
| Нокаутом | 1       | 0           |
| Сдачей   | 2       | 0           |
| Решением | 1       | 0           |

| Результат | Рекорд | Соперник               | Способ                      | Турнир                        | Дата             | Раунд | Время | Место                                          | Примечание |
| --------- | ------ | ---------------------- | --------------------------- | ----------------------------- | ---------------- | ----- | ----- | ---------------------------------------------- | ---------- |
| Победа    | 4—0    | Канубек Уулу Кутманбек | TKO (удары)                 | Gorilla Fighting 16           | 30 августа 2019  | 1     | 0:59  | Астрахань, Астраханская область, Россия        |            |
| Победа    | 3—0    | Айжигит Уулу Жамабек   | Болевым (рычаг локтя)       | «Fight Star: Битва на Суре 6» | 5 января 2017    | 1     | 0:35  | Пенза, Пензенская область, Россия              |            |
| Победа    | 2—0    | Андрей Скрябин         | Удушающий (удушающий сзади) | «Fight Star: Битва на Суре 2» | 21 сентября 2014 | 1     | 3:10  | Пенза, Пензенская область, Россия              |            |
| Победа    | 1—0    | Анатолий Семнонян      | Решение (единогласное)      | Fight Night: MMA Russian Cup  | 28 мая 2014      | 2     | 5:00  | Санкт-Петербург, Ленинградская область, Россия |            |